# Laureus World Sports Award — Спортсменка года
Список лауреатов и номинантов Laureus World Sports Awards — Спортсменка года

## Список лауреатов и номинантов
| 2000 | Марион Джонс-Томпсон (США)                | Лёгкая атлетика   |
|      | Линдсей Дэвенпорт (США)                   | Теннис            |
|      | Габриэла Сабо (Румыния)                   | Лёгкая атлетика   |
| 2001 | Кэти Фриман (Австралия)                   | Лёгкая атлетика   |
|      | Инге де Брюин (Нидерланды)                | Плавание          |
|      | Марион Джонс-Томпсон (США)                | Лёгкая атлетика   |
|      | Кэрри Уэбб (Австралия)                    | Гольф             |
|      | Винус Уильямс (США)                       | Теннис            |
| 2002 | Дженнифер Каприати (США)                  | Теннис            |
|      | Инге де Брюин (Нидерланды)                | Плавание          |
|      | Стэйси Драгила (США)                      | Лёгкая атлетика   |
|      | Анника Сёренстам (Швеция)                 | Гольф             |
|      | Винус Уильямс (США)                       | Теннис            |
| 2003 | Серена Уильямс (США)                      | Теннис            |
|      | Марион Джонс-Томпсон (США)                | Лёгкая атлетика   |
|      | Яница Костелич (Хорватия)                 | Горнолыжный спорт |
|      | Пола Рэдклиф (Великобритания)             | Лёгкая атлетика   |
|      | Анника Сёренстам (Швеция)                 | Гольф             |
| 2004 | Анника Сёренстам (Швеция)                 | Гольф             |
|      | Инге де Брюин (Нидерланды)                | Плавание          |
|      | Жюстин Энен Арденн (Бельгия)              | Теннис            |
|      | Мария де Лурдес Мутола (Мозамбик)         | Лёгкая атлетика   |
|      | Пола Рэдклиф (Великобритания)             | Лёгкая атлетика   |
|      | Серена Уильямс (США)                      | Теннис            |
| 2005 | Келли Холмс (Великобритания)              | Лёгкая атлетика   |
|      | Елена Исинбаева (Россия)                  | Лёгкая атлетика   |
|      | Каролина Клюфт (Швеция)                   | Лёгкая атлетика   |
|      | Мария Шарапова (Россия)                   | Теннис            |
|      | Анника Сёренстам (Швеция)                 | Гольф             |
|      | Леонтиен Зийлард-Ван Морсель (Нидерланды) | Велогонки         |
| 2006 | Яница Костелич (Хорватия)                 | Горнолыжный спорт |
|      | Ким Клейстерс (Бельгия)                   | Теннис            |
|      | Тирунеш Дибаба (Эфиопия)                  | Лёгкая атлетика   |
|      | Елена Исинбаева (Россия)                  | Лёгкая атлетика   |
|      | Каролина Клюфт (Швеция)                   | Лёгкая атлетика   |
|      | Пола Рэдклиф (Англия)                     | Лёгкая атлетика   |
|      | Анника Сёренстам (Швеция)                 | Гольф             |
| 2007 | Елена Исинбаева (Россия)                  | Лёгкая атлетика   |
|      | Жюстин Энен (Бельгия)                     | Теннис            |
|      | Каролина Клюфт (Швеция)                   | Лёгкая атлетика   |
|      | Лора Маноду (Франция)                     | Плавание          |
|      | Амели Моресмо (Франция)                   | Теннис            |
|      | Мария Шарапова (Россия)                   | Теннис            |
| 2008 | Жюстин Энен (Бельгия)                     | Теннис            |
|      | Елена Исинбаева (Россия)                  | Лёгкая атлетика   |
|      | Каролина Клюфт (Швеция)                   | Лёгкая атлетика   |
|      | Либби Трикетт (Австралия)                 | Плавание          |
|      | Марта (Бразилия)                          | Футбол            |
|      | Лорена Очоа (Мексика)                     | Гольф             |
| 2009 | Елена Исинбаева (Россия)                  | Лёгкая атлетика   |
|      | Тирунеш Дибаба (Эфиопия)                  | Лёгкая атлетика   |
|      | Лорена Очоа (Мексика)                     | Гольф             |
|      | Стефани Райс (Австралия)                  | Плавание          |
|      | Винус Уильямс (США)                       | Теннис            |
|      | Линдси Вонн (США)                         | Горнолыжный спорт |

## Разное
Номинации
- По видам спорта:
  - Лёгкая атлетика: 22 (Джонс-Томпсон, Сабо, Фриман, Драгила, Рэдклиф, Мутола, Холмс, Исинбаева, Клюфт и Дибаба)
  - Теннис: 14 (Дэвенпорт, Каприати, Серена и Винус Уильямс, Энен-Арденн, Шарапова, Клейстерс и Моресмо)
  - Гольф: 7 (Сёренстам, Уэбб и Очоа)
  - Плавание: 6 (де Брюин, Маноду, Трикетт и Райс)
  - Горные лыжи: 3 (Костелич и Вонн)
  - Велогонки: 1 (Зийлард-Ван Морсель)
  - Футбол: 1 (Марта)
- По количеству (2 и более):
  - 5: Елена Исинбаева (Россия) — 2 победы
  - 5: Анника Сёренстам (Швеция) — 1 победа
  - 4: Каролина Клюфт (Швеция)
  - 3: Инге де Брюин (Нидерланды)
  - 3: Жюстин Энен-Арденн (Belgium) — 1 победа
  - 3: Марион Джонс-Томпсон (США) — 1 победа
  - 3: Пола Рэдклиф (Великобритания)
  - 3: Винус Уильямс (США)
  - 2: Яница Костелич (Хорватия) — 1 победа
  - 2: Мария Шарапова (Россия)
  - 2: Серена Уильямс (США) — 1 победа
- По странам:
  - 12: США (3: Джонс-Томпсон — Лёгкая атлетика, 3: В. Уильямс — Теннис, 2: С. Уильямс — Теннис, 1: Каприати — Теннис, 1: Дэвенпорт, — Теннис, 1: Драгила — Лёгкая атлетика, Вонн — Горнолыжный спорт)
  - 9: Швеция (5: Сёренстам — Гольф; 4: Клюфт — Лёгкая атлетика)
  - 7: Россия (5: Исинбаева — Лёгкая атлетика; 2: Шарапова — Теннис)
  - 4: Бельгия (3: Энен-Арденн; 1: Клейстерс — Теннис)
  - 4: Нидерланды (3: де Брюин — Плавание; 1: Зижлаард-Ван Мурсель — Велоспорт)
  - 4: Великобритания (3: Рэдклиф; 1: Холмс — Лёгкая атлетика)
  - 4: Австралия (1: Фриман — Лёгкая атлетика; 1: Вебб — Гольф; 1: Трикетт — Плавание, 1: Райс — Плавание)
  - 2: Хорватия (2: Костелич — Горнолыжный спорт)
  - 2: Франция (1: Маноду — Плавание; 1: Моресмо — Теннис)
  - 2: Мексика (2: Очоа — Гольф)
  - 2: Эфиопия (2: Дибаба — Лёгкая атлетика)
  - 1: Бразилия (1: Марта [Сильва] — Футбол)
  - 1: Мозамбик (1: Мутола — Лёгкая атлетика)